# Claude Rains
Claude Rains   (Clapham, 10 de novembre de 1889 - Laconia, 30 de maig de 1967) va ser un actor britànic i estatunidenc la carrera del qual va abastar gairebé set dècades. Va rebre nombrosos reconeixements, incloent-hi quatre nominacions a l'Oscar al millor actor secundari, i és considerat una de les grans estrelles de la pantalla que va interpretar vilans cultes durant l'Edat d'Or de Hollywood. Se'l pot considerar com el clar exemple dels anomenats "actors secundaris", dels que sovint es recorda el rostre però no el nom, i que són part imprescindible de qualsevol pel·lícula, sovint eclipsant els actors protagonistes.
Fill d'un actor de teatre, Rains va començar a actuar als escenaris del seu Londres natal a la dècada del 1900. Es va convertir en un actor destacat del West End i en professor d'interpretació a la Royal Academy of Dramatic Arts. Es va traslladar als Estats Units a finals de la dècada de 1920 i es va convertir en una estrella d'èxit de Broadway, abans de debutar al cinema americà com a Dr. Jack Griffin a L'home invisible (1933). Va arribar a interpretar papers destacats en produccions cinematogràfiques com ara Les aventures de Robin Hood (1938), Mr. Smith va a Washington (1939), L'home llop (1941), Casablanca (1942), Kings Row (1942), El fantasma de l'òpera (1943) i Notorious (1946).
El 1951, va guanyar el premi Tony al millor actor d'obra de teatre per la seva actuació a Darkness at Noon. Va continuar treballant com a actor de personatges destacat en pel·lícules, especialment com a Mr. Dryden a Lawrence d'Aràbia (1962) i el seu paper final a l'epopeia bíblica La gran història mai explicada (1965).
El 1960, va rebre una estrella al Passeig de la Fama de Hollywood per les seves contribucions a la indústria cinematogràfica. Richard Chamberlain el va descriure com "un dels millors actors del segle XX", mentre que Bette Davis el considerava un dels seus companys de repartiment preferits.

## Biografia
William Claude Rains va néixer el 10 de novembre de 1889 al número 26 de Tregothnan Road, a Clapham, Londres. Els seus pares eren Emily Eliza (de soltera Cox) i l'actor de teatre Frederick William Rains. Va viure als barris marginals de Londres. Rains va ser un de dotze fills, dels quals tots menys quatre van morir quan encara eren nadons. La seva mare va acollir pensionistes per poder mantenir la família. Rains va créixer amb un accent cockney i un trastorn de la parla.
Com que el seu pare era actor, el jove Rains passava temps als teatres i estava envoltat d'actors i tramoistes. Allà va observar actors, així com el funcionament diari d'un teatre. Rains va debutar als escenaris als 10 anys a l'obra Sweet Nell of Old Drury al Haymarket Theatre, per poder córrer per l'escenari com a part de la producció. A poc a poc va anar ascendint en el teatre, convertint-se en prostituta (que diu als actors quan havien de pujar a l'escenari) al His Majesty's Theatre i més tard en apuntador, director d'escena, suplent, i després va passar de papers més petits amb bones crítiques a papers més grans i millors.
Sent un adolescent va debutar en el teatre. Durant la Primera Guerra Mundial va perdre la visió d'un ull, però molt aviat es va reincorporar als escenaris. També va treballar com a professor en la Reial Acadèmia d'Art Dramàtic, on va tenir com a deixebles Laurence Olivier i Vivien Leigh, entre d'altres. Allà va conèixer la que seria una de les seves dones, l'actriu Isabel Jeans.
Quan actuava al teatre, un membre de la productora Universal li va proposar interpretar la que seria la seva segona pel·lícula, després d'una incursió en el cinema el 1920, en una poc coneguda pel·lícula muda. Es tractava de L'home invisible (1933), en què va interpretar el personatge del títol, recolzant-se en la seva veu, ja que el seu rostre només es veu uns segons al final de la pel·lícula. Des d'aleshores, va treballar de forma continuada per al cinema nord-americà.

## Inici de la carrera professional i servei militar

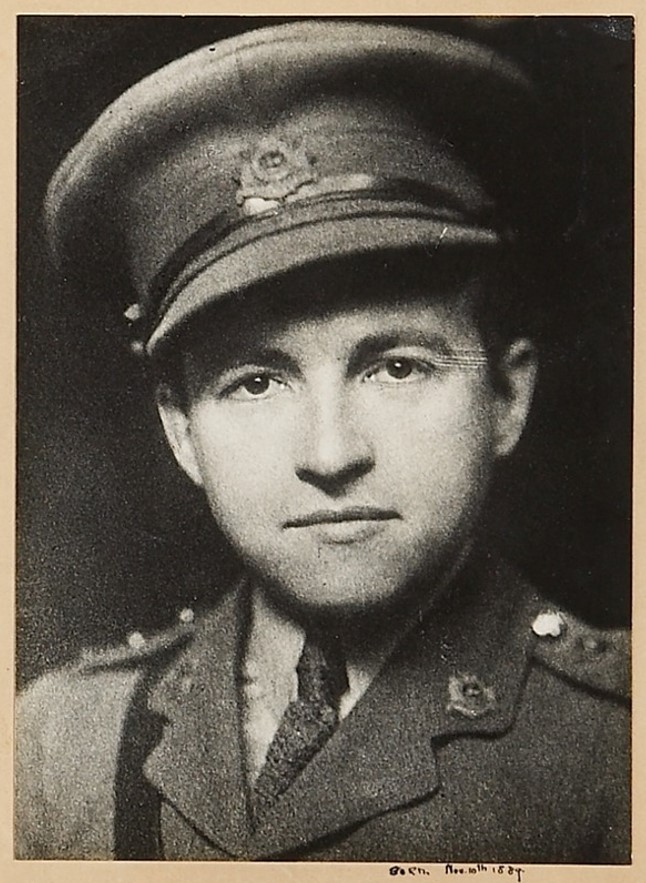
Rains amb l'uniforme de capità durant la Primera Guerra Mundial

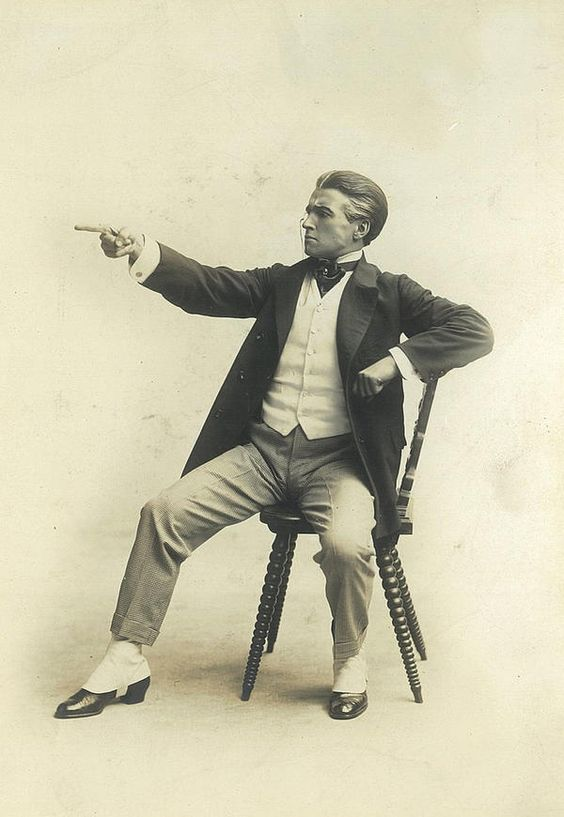
Rains, de 23 anys, en un dels seus primers papers teatrals, 1912

Rains es va traslladar als Estats Units el 1912 a causa de les oportunitats que s'oferien als teatres de Nova York. Tanmateix, en esclatar la Primera Guerra Mundial el 1914, va tornar a Anglaterra per servir al Regiment Escocès de Londres, juntament amb els seus companys actors Basil Rathbone, Ronald Colman, Herbert Marshall i Cedric Hardwicke. El novembre de 1916, Rains va participar en un atac amb gas a Vimy, que li va provocar la pèrdua permanent del 90% de la visió de l'ull dret, a més de patir danys a les cordes vocals. Mai va tornar al combat, però va continuar servint amb el Batalló de Treballadors del Transport del Regiment de Bedfordshire, en el qual va ser nomenat tinent temporal el 9 de maig de 1917. El març de 1918 va ser ascendit a capità interí, rang que tenia al final de la guerra. El 8 d'octubre de 1918 va ser nomenat ajudant, i va continuar exercint aquest càrrec fins al març de 1919.
Després del seu retorn a la vida civil, Rains va romandre a Anglaterra i va continuar desenvolupant el seu talent actoral. Aquests talents van ser reconeguts per Sir Herbert Beerbohm Tree, el fundador de la Royal Academy of Dramatic Art. Tree va dir a Rains que per tenir èxit com a actor, hauria de desfer-se del seu accent cockney i del seu impediment de parla. Amb això en ment, Tree va pagar els llibres d'elocució i les lliçons que Rains necessitava per ajudar-lo a canviar la seva veu. Rains finalment va desfer-se del seu accent i del seu impediment de la parla després de practicar cada dia. La seva filla Jessica, en descriure la veu del seu pare, va dir: "El que em va interessar va ser que es va convertir en una persona diferent. Es va convertir en un home molt elegant, amb un accent del mig Atlàntic realment extraordinari. Era la 'seva' veu, ningú més parlava així, mig americà, mig anglès i una mica de cockney." Poc després de canviar d'accent, va ser reconegut com un dels principals actors de teatre de Londres. Als 29 anys, va debutar al cinema, interpretant el paper de Clarkis a la seva única pel·lícula muda, la pel·lícula britànica Build Thy House (1920).
Durant els seus primers anys, Rains va ensenyar a la Royal Academy of Dramatic Arts (RADA). John Gielgud i Charles Laughton van ser alguns dels seus estudiants. En una entrevista per a Turner Classic Movies, Gielgud va recordar amb afecte Rains:
| «              | Vaig aprendre molt sobre interpretació d'aquest senyor. Claude Rains va ser un dels meus professors a RADA. De fet, va ser un dels millors i més populars professors d'allà. Era extremadament atractiu i, no cal dir-ho, totes les noies de la meva classe estaven perdudament enamorades d'ell. Tenia uns ulls foscos penetrants i una veu bellament gutural, tot i que, com Marlene Dietrich, tenia alguns problemes amb la lletra 'R'. Li faltaven centímetres i portava elevadors a les sabates per augmentar d'alçada. Robust però guapo, Rains tenia les espatlles amples i una mata de cabells castanys i espessos que es pentinava sobre un ull. Però quan el vaig conèixer per primera vegada a la dècada de 1920, ja tenia molta demanda com a actor de personatges a Londres. El vaig trobar enormement útil i encoratjador per treballar-hi. Sempre intentava copiar-lo durant els meus primers anys com a actor, fins que vaig decidir imitar Noël Coward en comptes d'això. | » |
| — John Gielgud | |   |

## Carrera professional

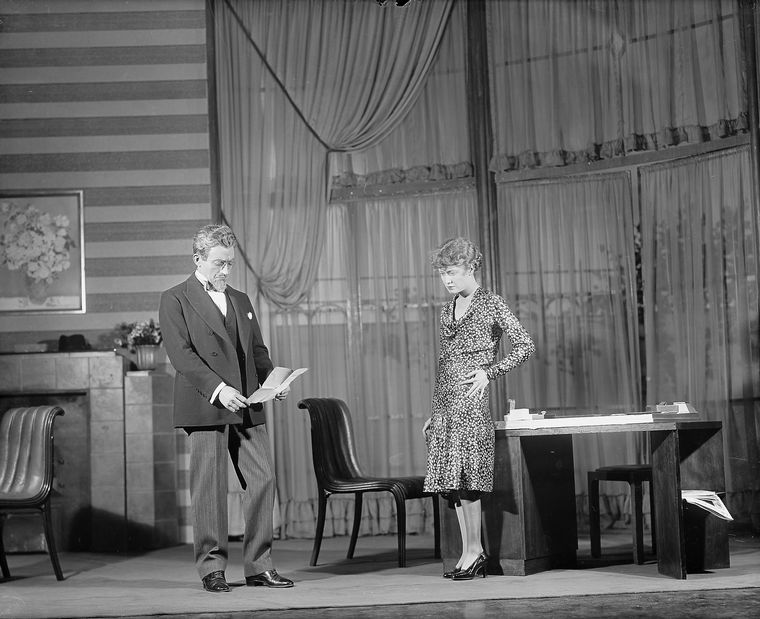
Pluja amb Mary Kennedy a Camel Through the Needle's Eye a Broadway, Nova York, 1929

Al teatre londinenc, va aconseguir l'èxit en el paper principal de l'obra Ulysses S. Grant de John Drinkwater, la continuació de l'obra Abraham Lincoln del mateix dramaturg. Rains va interpretar Faulkland a The Rivals, de Richard Brinsley Sheridan, presentada al Lyric Theatre de Londres el 1925. Va tornar a la ciutat de Nova York el 1927 i va aparèixer en gairebé 20 papers a Broadway, en obres que incloïen The Apple Cart de George Bernard Shaw i dramatitzacions de The Constant Nymph i la novel·la The Good Earth de Pearl S. Buck (com a granger xinès).
Tot i que havia interpretat l'únic paper secundari a la pel·lícula muda Build Thy House (1920), Rains va arribar relativament tard a la interpretació cinematogràfica. Mentre treballava per al Theatre Guild, li van oferir una prova de pantalla amb Universal Pictures el 1932. La seva prova de pantalla per a A Bill of Divorcement  (1932) per a un representant de la RKO a Nova York va ser un fracàs, però, segons alguns relats, va portar a ser escollit per al paper principal de The Invisible Man (1933) de James Whale després que la seva prova de pantalla i la seva veu única fossin escoltades inadvertidament des de l'habitació del costat. El seu agent, Harold Freedman, era amic de la família de Carl Laemmle, que controlava Universal Pictures en aquell moment, i coneixia Rains a Londres i estava disposat a contractar-lo per al paper. Segons la filla de Rains, aquesta va ser l'única pel·lícula seva que va veure mai. Tampoc va anar a veure les sessions de rodatge del dia "perquè em va dir que cada vegada que hi anava s'horroritzava amb la seva cara enorme a la pantalla gegant, que simplement no hi va tornar mai més".
Rains va signar un contracte a llarg termini amb Warner Bros. el 27 de novembre de 1935, amb la Warner capaç d'exercir el dret de prestar-lo a altres estudis i Rains amb uns ingressos potencials de fins a 750.000 dòlars en set anys. Va interpretar el paper malvat del príncep Joan a Les aventures de Robin Hood (1938). Roddy McDowall va preguntar una vegada a Rains si havia satiritzat intencionadament Bette Davis en la seva interpretació del príncep Joan, i Rains només va somriure "amb un somriure enigmàtic". Rains va revelar més tard a la seva filla que havia gaudit interpretant el príncep com a homosexual, utilitzant manierismes subtils. Més tard, Rains va atribuir al codirector de la pel·lícula, Michael Curtiz, el mèrit d'haver-li ensenyat els requisits més discrets de l'actuació cinematogràfica, o "què no s'ha de fer davant d'una càmera". El 1938 va aparèixer amb Errol Flynn en el clàssic d'aventures Robin dels boscos, en el paper de l'usurpador Joan sense Terra. El 1939 va interpretar un senador corrupte en El cavaller sense espasa de Frank Capra.

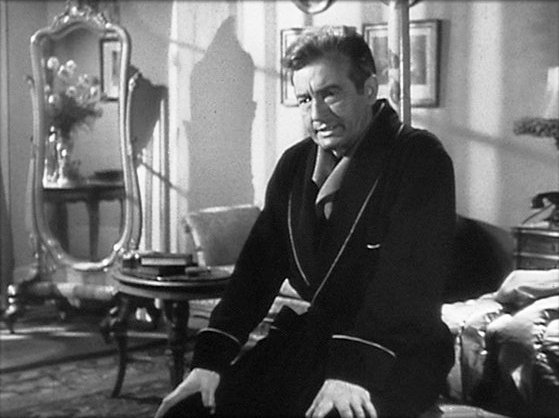
Pluges a Notorious (1946)

Cedit a Columbia Pictures, va interpretar un senador corrupte però honorable dels Estats Units a Mr.Smith Goes to Washington (1939), per la qual va rebre la seva primera nominació a l'Oscar com a millor actor secundari. Per a Warner Bros., va interpretar el Dr. Alexander Tower, que comet assassinat-suïcidi per estalviar a la seva filla una vida de bogeria a Kings Row (1942), i el cínic prefecte de policia Louis Renault, a Casablanca que interpreta de manera irònica, fent-lo simpàtic i redimint-se en un dels finals més comentats de la història del cinema, caminant al costat de Humphrey Bogart sota la boira. De nou cedit, Rains va interpretar el personatge principal al remake d'El fantasma de l'òpera (1943) de la Universal. El 1946, en la pel·lícula d'Alfred Hitchcock Encadenats, interpreta un nazi que té un tràgic final. El 1944 va fer el que potser és el seu únic paper protagonista en la pel·lícula El senyor Skeffington, junt amb Bette Davis.
A les seves memòries de 1987, This 'N That, Bette Davis va declarar que Rains (amb qui va compartir pantalla quatre vegades a Juarez; Now, Voyager; Mr.Skeffington; i Deception ) era el seu coprotagonista preferit. Rains es va convertir en el primer actor a rebre un sou d'un milió de dòlars quan va interpretar Juli Cèsar en una versió de gran pressupost però sense èxit de Caesar and Cleopatra (1945) de Shaw, filmada a Gran Bretanya. Pel que sembla, Shaw el va escollir per al paper, tot i que a Rains li detestava molt Gabriel Pascal, el director i productor de la pel·lícula. Rains va seguir amb Notorious (1946) d'Alfred Hitchcock, com a agent nazi refugiat al costat de Cary Grant i Ingrid Bergman. De tornada a Gran Bretanya, va aparèixer a The Passionate Friends (1949), de David Lean.
El seu únic paper com a cantant i ballador va ser en una versió musical televisiva de 1957 de l'obra The Pied Piper of Hamelin de Robert Browning, amb Van Johnson com a flautista. L'especial en color de la NBC, emès com a pel·lícula en lloc de com a programa en directe o gravat en vídeo, va tenir un gran èxit de públic. Venuda en sindicació després de la seva primera emissió televisiva, va ser repetida anualment per moltes emissores de televisió locals dels Estats Units.
Rains va romandre actiu com a actor de personatges durant les dècades del 1950 i del 1960, apareixent en pel·lícules i com a convidat en sèries de televisió. Va interpretar el ventríloc Fabian a l'episodi 20 de la primera temporada d'Alfred Hitchcock Presents, "And So Died Riabouchinska", que es va emetre el 10 de febrer de 1956, i de nou, el 1957, a l'episodi 24 de la segona temporada de "The cream of the jest", com a actor borratxo fracassat. Es va aventurar en la ciència-ficció amb The Lost World (1960) d'Irwin Allen i Battle of the Worlds (1961) d'Antonio Margheriti . Dos dels seus últims papers a la pantalla van ser els de Dryden, un diplomàtic britànic cínic a Lawrence d'Aràbia (1962) i el del rei Herodes a La gran història mai explicada (1965), la seva última pel·lícula. A la sèrie Rawhide de la CBS, va interpretar Alexander Langford, un advocat d'un poble fantasma, a l'episodi "Incident of Judgement Day" (1963).
A més, va fer diverses gravacions d'àudio, narrant algunes històries de la Bíblia per a nens a Capitol Records, i recitant la composició per a narrador i piano de Richard Strauss del poema Enoch Arden de Tennyson, amb els solos de piano interpretats per Glenn Gould . Va protagonitzar The Jeffersonian Heritage, una sèrie de 13 programes de ràdio de mitja hora del 1952 enregistrats per la National Association of Educational Broadcasters i sindicats per a emissió comercial de manera sostinguda (és a dir, sense comercials).

## Vida personal i mort

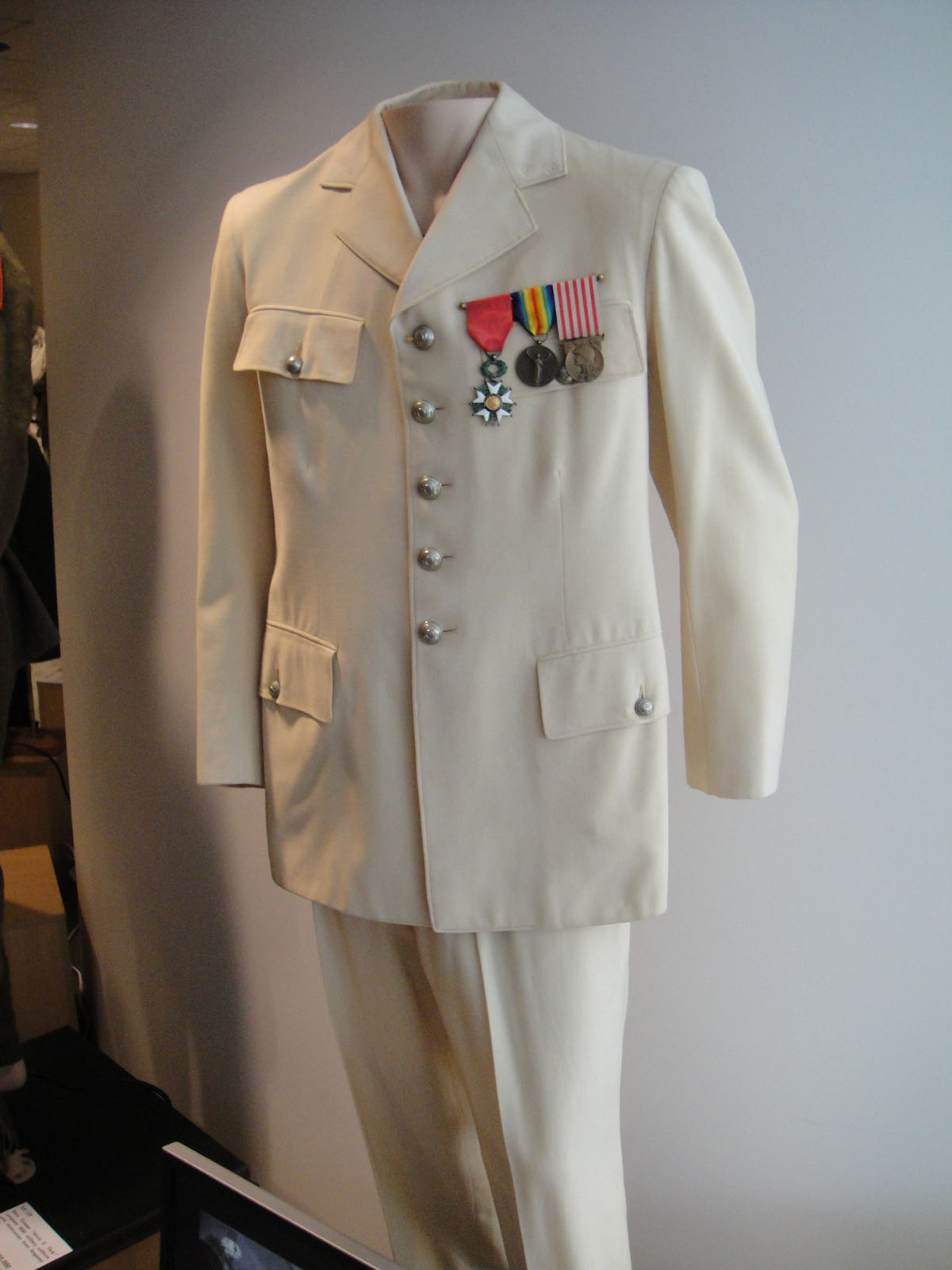
L'uniforme militar d'ivori que Rains portava a Casablanca es va vendre a una subhasta el 2011 per 55.000 dòlars.

Rains es va naturalitzar com a ciutadà dels Estats Units el 1939.
Es va casar sis vegades i es va divorciar de les seves cinc primeres esposes: Isabel Jeans (casada entre 1913 i 1915); Marie Hemingway (amb qui Rains va estar casat menys d'un any el 1920); Beatrix Thomson (1924-8 d'abril de 1935); Frances Propper (9 d'abril de 1935-1956); i la pianista clàssica Agi Jambor (4 de novembre de 1959-1960). El 1960 es va casar amb Rosemary Clark Schrode, amb qui va estar casat fins a la seva mort el 31 de desembre de 1964. La seva única filla, Jennifer, era la filla de Frances Propper. Com a actriu, és coneguda com a Jessica Rains.
Va adquirir els 1,5km2 de la granja, Stock Grange Farm, construïda el 1747 al municipi  West Bradford, Pennsilvània (just als afores de Coatesville), el 1941. La granja es va convertir en un dels "grans orgulls" de la seva vida. Aquí, es va convertir en un "granger cavaller" i va poder relaxar-se i gaudir de la vida agrícola amb la seva dona d'aleshores (Francès) batent la mantega, la seva filla recollint els ous, i el mateix Rains llaurant els camps i cultivant l'hort. Passava gran part del temps entre gravacions de pel·lícules llegint tècniques agrícoles per provar-les quan arribés a casa. Va vendre la granja quan el seu matrimoni amb Propper va acabar el 1956; l'edifici ara, com llavors, encara és conegut pels habitants del lloc com a "Rains' Place". Rains va passar els seus últims anys a Sandwich, New Hampshire.
En els seus darrers anys, va decidir escriure les seves memòries i va contractar el periodista Jonathan Root perquè l'ajudés. La deterioració de la salut de Rains va endarrerir la seva finalització i, amb la mort de Root el març de 1967, el projecte mai es va completar. Alcohòlic crònic, Rains va morir de cirrosi hepàtica i va patir una hemorràgia abdominal a Lacònia el 30 de gener. Maig de 1967, 77 anys. La seva filla va dir: «I, com la majoria d'actors, va morir esperant que el seu agent el truqués». Va ser enterrat al cementiri de Red Hill a Moultonborough, New Hampshire . Va dissenyar la seva pròpia làpida que diu "Totes les coses van ser una vegada, són coses per sempre, l'ànima, que va viure una vegada, viu per sempre".
El 2010, molts dels efectes personals de Rains es van subhastar a Heritage Auctions, incloent-hi el seu premi Tony de 1951, pòsters rars, cartes i fotografies. També s'hi van incloure molts volums dels seus àlbums de retalls privats enquadernats en cuir, que contenien molts dels seus retalls de premsa i ressenyes de l'inici de la seva carrera. La majoria dels elements es van utilitzar per ajudar David J. Skal a escriure el seu llibre sobre Rains, An Actor's Voice . El 2011, l'uniforme militar d'ivori (amb medalles incloses) que portava com a capità Renault a Casablanca va ser posat a subhasta quan la coneguda actriu i historiadora de cinema Debbie Reynolds va vendre la seva col·lecció de vestits i records de Hollywood que havia acumulat com a resultat de la subhasta de l'MGM de 1970. Va morir a Laconia, Nou Hampshire, Estats Units, el 30 de maig de 1967.
Com va succeir amb altres actors de caràcter (el cas paradigmàtic seria Thelma Ritter), va ser proposat quatre vegades a l'Oscar però mai no el va guanyar.

## Pel·lícules
- L'home invisible (The Invisible Man) (1933)
- Gold Is Where You Find It (1938)
- Four Daughters (1938)
- Les aventures de Robin Hood (The Adventures of Robin Hood) (1938)
- Mr. Smith Goes to Washington (1939)
- Em van fer un criminal (They Made Me a Criminal) (1939)
- Juarez (1939)
- El falcó del mar (The Sea Hawk) (1940)
- Casablanca (1942)
- Mr. Skeffington (1944)
- Passatge a Marsella (Passage to Marseille) (1944)
- El diable i jo (Angel on My Shoulder) (1946)
- Notorious (1946)
- On viu el perill (Where Danger Lives) (1950)
- Carregament tancat (Sealed Cargo) (1951)
- Aquesta terra és meva (This Earth Is Mine) (1959)
- Lawrence d'Arabia (Lawrence of Arabia) (1962)
- Twilight of Honor (1963)
- The Greatest Story Ever Told (1965)